# سان-ريمي (آن)
سان-ريمي (بالفرنسية: Saint-Rémy)‏ هي بلدية فرنسية تقع في إقليم آن في فرنسا. رمز إنسي لها هو:1385. أما الرمز البريدي لها فهو: 1310.